# Gimenells i el Pla de la Font
Gimenells i el Pla de la Font är en kommun i Spanien.   Den ligger i provinsen Província de Lleida och regionen Katalonien, i den östra delen av landet, 400 km öster om huvudstaden Madrid. Antalet invånare är 1 170. Arean är 56 kvadratkilometer. Gimenells i el Pla de la Font gränsar till Lleida, Alcarràs, Zaidín, Belver de Cinca, Vencillón och Tamarite de Litera. 
Terrängen i Gimenells i el Pla de la Font är platt.
Gimenells i el Pla de la Font delas in i:
- el Pla de la Font